# Þeyr
Þeyr (también conocido como Theyr) fue una reconocida banda islandesa de New Wave de principios de la década de 1980.
Cubiertos en un velo de misterio, sus tres años de existencia estuvieron marcados por un profundo interés en la sabiduría antigua. Þeyr ayudó a impulsar el movimiento New Wave en Islandia y se convirtió en una de los primeros representantes de la música islandesa en tierras foráneas.

## Orígenes de la banda
Los orígenes de Þeyr datan de finales de la década de 1970 cuando el vocalista Magnús Guðmundsson, el bajista Hilmar Örn Agnarsson y Hilmar Örn Hilmarsson (en batería y sintetizador) se encontraban en una banda llamada Fellibylur (Huracán). La banda se expandió cuando se unieron la vocalista Elín Reynisdóttir, que se encontraba en un coro de iglesia, el guitarrista Jóhannes Helgason, de Piccolo, y el baterista Sigtryggur Baldursson de Hattimas. La banda se dio a conocer con el nombre de Frostrósir (Rosas Congeladas) y tocaban música rock y algunas canciones islandesas en salones de baile de Reykjavík y en los suburbios.
Después de un tiempo decidieron cambiar el nombre y aparecieron con Þeyr, el cual proviene del poema de Skuggi y significa Viento o Deshielo en islandés antiguo. Además, Þeyr se pronuncia exactamente igual que þeir, que quiere decir ellos.

## Historia

### Primer lanzamiento y cambios internos
Para finales de 1979 presentaron dos de sus canciones a Svavar Gestsson, propietario de la discográfica SG-Hljómplötur, y este los envió a Sigurður Árnason, un productor discográfico de Tóntækni, estudio grabación perteneciente a SG-Hljómplötur. Las sesiones de grabación, que habían comenzado en enero de 1980, fueron interrumpidas en febrero en un descanso que duró hasta septiembre, cuando regresaron al estudio con música New Wave. “Hubo un concierto en Islandia con el grupo Clash que tuvo un gran efecto en nosotros, especialmente en Magnús. Ése fue el punto decisivo, ya que comenzamos con el New Wave y la banda se estaba subiendo a una montaña rusa en la música buscando algo fuera de lo ordinario”, afirma Sigtryggur Baldursson.
La banda incluso grabó otras canciones que no fueron publicadas, como por ejemplo una canción de Hindin, poema de Davíð Stefánsson, que fue interpretado por Elín y Eiríkur Hauksson con Magnús agregando vocales de fondo. Svavar Gestsson se mostró reacio en el lanzamiento ya que no le agradaba la música y tampoco el diseño de portada, sin embargo, su esposa lo persuadió a que lo editara. El álbum se tituló Þagað í Hel, pero dado que la impresión del vinilo fue fallida cuando llegó a Islandia, sólo salieron unas 500 copias en diciembre de 1980. Þagað í Hel nunca fue relanzado porque unos años más tarde las copias originales y otras grabaciones se perdieron en un incendio en Tóntækni; por este motivo, este álbum es un disco muy difícil de conseguir.
Inmediatamente después de este álbum, la banda fue ampliada con la llegada del guitarrista e ingeniero politécnico Guðlaugur Kristinn Óttarsson. Juntos tocaron por un tiempo, pero Jóhannes se retiró para completar sus estudios aeronáuticos. Elín también dejó la banda, retirándose de la escena musical y comenzó a trabajar en Impra.

El guitarrista Þorsteinn Magnússon, proveniente de Eik, se suma a la banda y Magnús queda como el único vocalista.

### Comenzando de nuevo
A medida que pasaba el tiempo, y gracias a la formación final, Þeyr desarrolló un estilo experimental de rock, punk, heavy metal y pop con preponderancia de guitarras y batería. Las influencias musicales variaban en una amplia gama de artistas influyentes como Joy Division, Holger Czukay, Birthday Party, Siouxsie & the Banshees, Nina Hagen, David Byrne, Yes, Genesis, Grateful Dead y John McLaughlin.
El 28 de enero de 1981 Þeyr ofreció un concierto en el Hótel Saga, fecha a la que se suele referir como la reencarnación de Þeyr , donde se ofrecían cortes de cabello gratuitos a la audiencia durante el descanso. La banda comenzó así a ser aclamada por sus actuaciones en el escenario y su música accesible, pero que a la misma vez mantenía su creatividad.

Þeyr se fortaleció con los mánagers Guðni Rúnar Agnarsson, anfitrión del programa radial Áfangar, y Hilmar Örn Hilmarsson, que también colaboraba con las letras, algunos trabajos de arte y servía como una figura influyente orientado al oscurantismo, doctrina que se plasmaba en las letras.

### Popularidad y éxito fuera de Islandia
El siguiente lanzamiento de la banda fue un vinilo de 7 pulgadas titulado Life Transmission (también conocido como Útfrymi), el cual fue lanzado por su propia discográfica, Eskvímó en 1981. Este trabajo contenía dos canciones: “Life Transmission” que fue el primer trabajo que interpretaron en inglés y “Heima er Bezt”. También en 1981 colaboraron con la banda sonora de Brennu-Njálssaga, un filme basado en la Saga de Njál con la dirección de Friðrik Þór Friðriksson, dieron una gira por Islandia y tocaron junto a Þursaflokkurinn y Baraflokkurinn en Akureyri. Después de estos conciertos, volvieron al estudio de grabación y prepararon Iður til Fóta, un vinilo de 10 pulgadas con cuatro canciones.
Para diciembre, y después de 140 horas de grabación en el estudio Hljóðriti, Þeyr lanzó su segundo álbum Mjötviður Mær en el que canciones como "Iss", "Þeir" y "2999" sobresalían debido a que eran consideradas el resultado de intentos de crear un estilo de pop futurista gracias al uso de distorsiones vocales, teclados y ritmos adicionales. “Úlfur” es importante debido a su estilo furioso y “Rúdolf”, una canción antifascista, se convirtió en una de las más populares. Este álbum recibió buenos comentarios de parte de la crítica, que consideraba que había alcanzado todas las expectativas.

Cuando se habla del LP, quizás es más correcto hablar sobre el ‘estado de la mente’. Estas grabaciones son el producto, más bien la preservación de los sentimientos y estado mental de la banda en los últimos meses. ¡Y qué meses! Comprobamos que ascetismo sí enriquece al espíritu, y que el espíritu está siendo grabado en un hilo de acero que de hecho va a ser incluido en el vinilo que será lanzado como el segundo LP de Þeyr hacia mediados del próximo mes, si Dios y cierta persona en la compañía lo desean.
Þeyr en una entrevista con Þjóðviljinn el 11 de octubre de 1981.

Hacia 1982, el cantante y teclista británico Jaz Coleman de Killing Joke había visitado Islandia muchas veces y se puso en contacto con los miembros de Þeyr. Debido a este contacto, la banda islandesa tuvo la oportunidad de viajar a Londres en noviembre donde se les ofreció presentarse como banda telonera de The Cure durante una gira de seis meses. Sin embargo, Þeyr sintió que no estaban preparados para semejante emprendimiento y regresaron a Islandia con un acuerdo con la discográfica Shout.
En la primavera de 1982 el álbum As Above... salió a las calles. Este trabajo, que contenía remezclas de canciones viejas además de la canción “Killer Boogie”, fue censurado en el Reino Unido porque su portada mostraba fotografías de Sigtryggur desnudo y además porque la canción “Rúdolf” fue malinterpretada lo que llevó a acusaciones de apología nazi por algunos. Después de esto, la banda dio una gira por Escandinavia y también aparecieron en Rokk í Reykjavík, un documental dirigido por Friðriksson, interpretando “Killer Boogie” y “Rúdolf” junto a otras bandas importantes como Purrkur Pillnikk y Tappi Tíkarrass, por nombrar algunas.
Jaz Coleman, que estaba preocupado por la llegada del fin del mundo, decidió mudarse a Islandia junto a su guitarrista Kenneth 'Geordie' Walker con la ambición de resucitar la escena del rock islandés. Mientras permaneció en Islandia, Coleman y Þeyr, con la excepción del guitarrista Þorsteinn Magnússon, crearon un nuevo grupo llamado originalmente Iceland, pero cambiado a Niceland por Guðlaugur Óttarsson. Después de practicar por algunas semanas Niceland estaba listo para grabar 5 canciones en Hljóðriti en 1983, pero dos nunca fueron terminadas; las tres canciones grabadas fueron : “Guess Again”, “Catalyst” y “Take What’s Mine”. La banda había decidido escribir sus propias canciones, así que Jaz se apartó y se unió al guitarrista Árni Kristjánsson y el baterista Þórarinn Kristjánsson de la banda Vonbrigði por un tiempo antes de regresar a Gran Bretaña para restablecer a Killing Joke. Las canciones grabadas por Niceland aún hoy se mantienen como material inédito.
Þorsteinn Magnússon regresó a Þeyr y dieron una gira por Escandinavia. En este momento, Guðni y Hilmar dejaron de ser mánagers y fueron reemplazados por Guðmundur Sigurfreyr Jónason. Con la gira, la banda obtuvo mayor repercusión e incluso logró presentarse en la radio y televisión de Dinamarca. Allí fueron a un estudio y grabaron algunas canciones que fueron lanzadas en el EP de 12 pulgadas titulado The Fourth Reich en homenaje al trabajo de Wilhelm Reich cuyos libros habían sido prohibidos por el régimen nazi. La imagen de la portada fue censurada por posible incitación al nazismo, ya que la misma mostraba a Wilhelm Reich con un brazalete similar al usado por los nazis, razones suficientes para que el sello Shout reemplazara la portada. Sin embargo, cabe notar que el brazalete de la portada mostraba el símbolo de la física orgón que representaba la dualidad y su origen en la unidad, conocida como funcionalismo a través de Reich.
En The Fourth Reich, el uso de percusión y esfuerzos rítmicos fueron más importantes que en trabajos anteriores. En este aspecto, la canción “Zen” era particularmente importante debido a su orientación rock, pero el álbum no logró la repercusión de trabajos anteriores debido a que la música era menos accesible. La versión editada en Islandia de este EP fue lanzada a través de Mjöt, sello fundado por Magnús.
La banda empezó a desintegrarse cuando Þorsteinn Magnússon se convirtió en el primero en dejar y lanzó un álbum solista titulado Líf en 1982 con el nombre artístico de Stanya. Los restantes cuatro miembros continuaron tocando pero la banda se separó en junio de 1983. Poco después de la separación, un pequeño EP fue lanzado a través de Gramm con el título de Lunaire, el cual incluía, además de la canción título, dos más que habían sido grabadas en Copenhague.

### El pensamiento Þeyr: la búsqueda de la verdad absoluta
Þeyr quería causar un cambio en la sociedad islandesa y los medios empleados variaban desde mensajes directos a persuasión subliminal. La banda trabajaba con Zeitgeist para llevar a cabo esos cambios y se emplearon varias herramientas. El guitarrista Guðlaugur creaba todo tipo de dispositivos destinados a afectar a la audiencia en una amplia gama de formas.
El Scriabin era uno de ellos. Fue nombrado en honor al compositor ruso Aleksandr Skriabin. La música era empleada como sonido organizado y el Scriabin se programaba con un acorde de 13 notas (algunas de ellas microtonales, por ejemplo, fuera de la escala media de 12 tonos) y este acorde podía ser desplazado por encima o debajo del rango de percepción humano. El instrumento sonaría a un nivel ultrasónico antes de cada concierto, creando así una sutil unidad en a audiencia.
Su filosofía era transmitida a través de medios tonales y verbales, cuya base era oscura a aquellos que no estaban familiarizados con esta banda. Þeyr se consideraba como un “estado dentro del estado“, una postura considerada elitista, ya que excluía a los que no prestaban sus oídos y mentes a lo que Þeyr tenía para decir y tocar.
“Estábamos muy interesados en todo tipo de teorías de conspiraciones e historias de conocimiento y mundos perdidos. Estábamos seguros de que había una verdad horrible escondida en algún lugar; que el estado, las escuelas y la iglesia nos lavaban la mente” dice Guðlaugur Óttarsson. La banda tenía un interés en la antigua sabiduría nórdica, además de la alquimia, el paganismo, la magia, el Egipto Antiguo, la sociedad secreta de los Illuminati, la Escuela Pitagórica y el pensamiento galileano/newtoniano complementado con la presente era de Einstein/Heisenberg.
Þeyr mantenía una postura en contra del fascismo y actuaba junto a varios grupos antifascistas en el Reino Unido como Crass y The Fall.
Los fondos reunidos por la banda estaban destinados a financiar los proyectos científicos de Guðlaugur, que no sólo trabajaba como ingeniero politécnico sino también como inventor y experto en matemáticas.

### Después de la separación: el destino de los integrantes
Magnús Guðmundsson siguió administrando la discográfica Mjöt y más tarde creó la banda Með Nöktum (Con los Desnudos), la cual lanzó un álbum titulado Skemmtun en 1985. En 1986 colaboró en el álbum de caridad Hjálpum Þeim para combatir la pobreza infantil en África y se retiró de la música hasta fines de 2005 cuando colaboró con Guðlaugur en su disco solista. Magnús también trabajó para una compañía de seguros y se ha dedicado a la cría de ponis islandeses. Actualmente trabaja en la división de seguros del Landsbankinn (el Banco Nacional).
Guðlaugur Kristinn Óttarsson y Sigtryggur Baldursson se unieron a la cantante Björk Guðmundsdóttir de Tappi Tíkarrass, el trompetista y vocalista Einar Örn Benediktsson de Purrkur Pillnikk, el teclista Einar Arnaldur Melax de Medúsa y el bajista Birgir Mogensen de Spilafífl, para sumergirse en el rock gótico con la banda KUKL en agosto de 1983.

Después de KUKL, Sigtryggur siguió con The Sugarcubes logrando gran éxito en el exterior. Otros proyectos musicales fueron Bogomil Font y para 1993 se mudó junto con su esposa a Madison (Wisconsin), donde colaboró con bandas locales y de Chicago, instaló una sucursal de Bad Taste, llamada Bad Taste USA, creó su propio estudio de sesión de batería y grabó algunos discos de muestras en los estudios Laughing Cat and Æthen y Butch Vig’s Smart. Colaboró con Jóhannes Jóhannsson lanzando un álbum titulado Dip, más tarde colaboró con Emilíana Torrini en su álbum Love in the Time of Science. También tocó junto a Einar Örn y Hilmar Örn Hilmarsson en Grindverk, y más recientemente, creó un dúo junto a Steingrímur Guðmundsson llamado Steintryggur.

Sigtryggur ha escrito para la estación de radio Bylgjan y en los periódicos Mannlif, Morgunblaðið, Vísir y Bleikt og Blátt.
Guðlaugur y Björk trabajaron juntos en un proyecto paralelo a KUKL conocido como The Elgar Sisters. Guðlaugur trabaja actualmente como un músico de sesión y también ha editado algunos álbumes en su carrera solista, como Dense Time en 2005. Sus actividades científicas han sido siempre una parte importante de su vida, en la que se ha dedicado a la investigación teórica en partículas subatómicas, varias invenciones y la creación de Varmaraf, una compañía termoeléctrica.
Después de dejar Þeyr, Þorsteinn Magnússon enfocó su atención en su proyecto solista Stanya, el cual evolucionó a una banda, llegando a tocar con músicos como Haraldur Þorsteinsson, Ásgeir Óskarsson, Birgir Baldursson, Hjörtur Howser y Kjartan Valdimarsson. Ha trabajado en diferentes bandas como Með Nöktum, Upplyfting, Frakkarnir y Bubbi & MX-21, entre otras. Actualmente continúa con su banda Stanya y como músico de sesión.
Hilmar Örn Agnarsson se mudó a Alemania para estudiar música y órgano de iglesia. Actualmente se encuentra trabajando como organista, profesor de música y director de coro en la Catedral de Skálholt.
En 1992 los discos de Þeyr iban a ser reeditados por Smekkleysa, pero las negociaciones fueron abandonadas. Sin embargo, un CD titulado Mjötviður til Fóta fue lanzado en 2001. Se trata de un compilado con canciones extraídas de Mjötviður Mær y Iður til Fóta y es actualmente el único CD lanzado por la banda.

Los lanzamientos anteriores de Þeyr nunca fueron reeditados porque las grabaciones originales se creen perdidas o robadas. Sus discos originales se han convertido en extraños objetos de colección, fuera del alcance público.

### Reencuentro
Después de casi 23 años de la separación de Þeyr, los cinco músicos se reunieron de nuevo el 15 de abril de 2006 en la Catedral de Skálholt para interpretar trece salmos extraídos de Passíusálmar, un trabajo poético de cincuenta salmos escritos por Hallgrímur Pétursson. La banda fue acompañada por Megas, quien había compuesto la música en 1973, un coro, el guitarrista e ingeniero Guðmundur Pétursson y otros once músicos.

## Presentaciones
Þeyr dio cientos de presentaciones, en toda Islandia y en el exterior. Aquí se listan algunas de las presentaciones y giras conocidas.
| Fecha                   | Lugar - Gira/Concierto             | Otros artistas |
| ----------------------- | ---------------------------------- | --- |
| 18 de noviembre de 1980 | ???                                | - |
| ???                     | ???                                | ??? |
| 28 de enero de 1981     | Hótel Saga                         | ??? |
| 1981                    | The Young Man Icelandic Tour       | ??? |
| ???                     | ???                                | ??? |
| 18 de abril de 1981     | Austurbæjarbíó                     | Utangarðsmenn, Start, Purrkur Pillnikk, Grýlurnar y Fræbbblarnir |
| 23 de abril de 1981     | Hótel Borg                         | Purrkur Pillnikk |
| ???                     | ???                                | ??? |
| 1 de octubre de 1981    | Selfossbíó                         | Purrkur Pillnikk |
| ???                     | ???                                | ??? |
| 19 de diciembre de 1981 | NEFS                               | Spegillspegill, Grenj, Purrkur Pillnikk, Þursum, Sjalfsfróun, Orghestum y Vonbrigði |
| ???                     | ???                                | ??? |
| 1982                    | Sitio de ensayo - Rokk í Reykjavík | Vonbrigði, Egó, Fræbbblarnir, Purrkur Pillnikk, Q4U, Bodies, Tappi Tíkarrass, Baraflokkurinn, Spilafífl, Þursaflokkurinn, Friðryk, Start, Grýlurnar, Mogo Homo, Jonee Jonee, Sjálfsfróun, Bruni BB y Sveinbjörn Beinteinsson |
| ???                     | ???                                | ??? |
| 4 de junio de 1982      | Hafnarbíó                          | Purrkur Pillnikk y Vonbrigði |
| ???                     | ???                                | ??? |
| 1983                    | The Scandinavian Tour              | ??? |
| 15 de abril de 2006     | Catedral de Skálholt               | Megas y Guðmundur Pétursson |

## Discografía
Álbumes:
- 1980 - Þagað í Hel (SG-Hljómplötur)
- 1981 - Mjötviður Mær (Eskvímó)
- 1982 - As Above... (Shout)
- 2001 - Mjötviður til Fóta (Esquimaux Management), compilado aniversario.

Singles / EP:
- 1981 - Iður til Fóta (Eskvímó)
- 1981 - Life Transmission (Fálkinn/Eskvímó)
- 1982 - The Fourth Reich (Mjöt/Shout)
- 1983 - Lunaire (Gramm)

Material inédito: Niceland (1983)
- En 1983 grabaron tres canciones: “Guess Again”, “Catalyst” y “Take What’s Mine”.

Apariciones:
- 1981 - Brennu-Njálssaga (Íslenska Kvikmyndasamsteypan), banda sonora de la película dirigida por Friðrik Þór Friðriksson.
- 1981 - Northern Lights Playhouse (Fálkinn), compilado islandés.
- 1982 - Rokk í Reykjavík (Hugrenningur), banda sonora del documental dirigido por Friðrik Þór Friðriksson.
- 1987 - Geyser - Anthology of the Icelandic Independent Music Scene of the Eighties (Enigma Records), compilado.
- 1996 - Cold Fever (Iceland Film Corporation), banda sonora de la película dirigida por Friðrik Þór Friðriksson.
- 1998 - Nælur (Spor), compilado islandés.

Apariciones en filmes:
- 1982 - Rokk í Reykjavík (Íslenska Kvikmyndasamsteypan), documental dirigido por Friðrik Þór Friðriksson.

Video clips:
- 1982 - “Blood”